# Claudinho & Buchecha (álbum)
Claudinho & Buchecha é o álbum de estreia da dupla Claudinho & Buchecha, lançado em 1996 pela MCA (atual Universal Music). Esse disco vendeu 1,2 milhões de cópias no Brasil,   recebendo uma premiação de platina triplo pela ABPD.

## Faixas
| N.º | Título                 | Compositor(es)        | Duração |  |
| 1.  | "Pra Lembrar de Você"  | Buchecha              | 5:02    |  |
| 2.  | "Tempos Modernos"      | Lulu Santos           | 3:32    |  |
| 3.  | "Temperamental"        | Claudinho / Buchecha  | 2:41    |  |
| 4.  | "Chance"               | Buchecha              | 3:05    |  |
| 5.  | "Nosso Sonho"          | Claudinho / Buchecha  | 5:04    |  |
| 6.  | "Conquista"            | Claudinho / Buchecha  | 4:13    |  |
| 7.  | "Apaixonados"          | Buchecha              | 3:23    |  |
| 8.  | "Pedra Preciosa"       | Buchecha / MC Romance | 4:35    |  |
| 9.  | "Teu Olhar"            | Buchecha              | 3:11    |  |
| 10. | "Carrossel de Emoções" | Claudinho / Buchecha  | 4:57    |  |
| 11. | "Barco da Paz"         | Claudinho / Buchecha  | 5:13    |  |
| 12. | "Rap do Salgueiro"     | Claudinho / Buchecha  | 5:20    |  |
| 13. | "Só Nós Dois"          | Claudinho / Buchecha  | 3:33    |  |

## Vendas e certificações
| País          | Certificação | Vendas   |
| ------------- | ------------ | -------- |
| Brasil - ABPD | 3× Platina   | 750,000+ |